# 806 (szám)
A 806 (római számmal: DCCCVI) egy természetes szám, szfenikus szám, a 2, a 13 és a 31 szorzata.

## A szám a matematikában
A tízes számrendszerbeli 806-os a kettes számrendszerben 1100100110, a nyolcas számrendszerben 1446, a tizenhatos számrendszerben 326 alakban írható fel.
A 806 páros szám, összetett szám, azon belül szfenikus szám, kanonikus alakban a 21 · 131 · 311 szorzattal, normálalakban a 8,06 · 102 szorzattal írható fel. Nyolc osztója van a természetes számok halmazán, ezek növekvő sorrendben: 1, 2, 13, 26, 31, 62, 403 és 806.
A 806 négyzete 649 636, köbe 523 606 616, négyzetgyöke 28,39014, köbgyöke 9,30633, reciproka 0,0012407. A 806 egység sugarú kör kerülete 5064,24736 egység, területe 2 040 891,685 területegység; a 806 egység sugarú gömb térfogata 2 193 278 264,3 térfogategység.